# Friends on Mushrooms Vol.2
Friends on Mushrooms Vol. 2 è un EP del gruppo psy-trance Infected Mushroom pubblicato il 16 luglio 2013 da Dim Mak Records.

## Tracce
1. Savant on Mushrooms (feat. Savant) - 6:19
2. Now is Gold (feat. Kesly Karter) - 5:54
3. Nerds On Mushrooms (feat. Pegboard Nerds) - 5:34
4. Trance Party - 7:42
5. The French - 6:56